# Beba (Benakuma)
Pour les articles homonymes, voir Beba.
Beba est une localité du Cameroun située dans la région du Nord-Ouest, le département du Menchum, l'arrondissement de Menchum Valley et la commune de Benakuma, à proximité de la frontière avec le Nigeria.

## Population
La localité comptait 1 504 habitants lors du recensement de 1987, puis 2 637 lors du recensement suivant, en 2005.
Une entité plus large, le Beba Fondom, réunirait environ 20 000 personnes selon une étude de terrain de 2011.
On y parle le beba, une langue des Grassfields en danger.